# Lennie Felix
Lennie Felix (* 16. August 1920 in London als Leonard Jacobus Felix; † 29. Dezember 1981 ebenda) war ein englischer Jazz-Pianist.

## Leben und Wirken
Felix begann mit zehn Jahren mit dem Klavierspiel. Beeinflusst von Fats Waller, Art Tatum und Earl Hines trat er ab 1938 als Jazz-Solist sowie in Trios und Combos auf. Nach Ableistung des Wehrdienstes im Zweiten Weltkrieg arbeitete er im Fernen Osten und in Kapstadt. 1950 wurde er Mitglied der Band von Freddy Randall; danach zog er nach New York, wo er mit Red Allen, Buster Bailey und John Kirby spielte. Er lehnte Kirbys Angebot, reguläres Mitglied seiner Band zu werden, ab und kehrte nach London zurück, wo er 1953 Mitglied der Band von Harry Gold wurde, mit dem er im folgenden Jahr auf eine Tournee nach Ostasien ging. Nach seiner Rückkehr nach Europa erhielt er 1956 ein Engagement im Pariser Jazzclub Le Boeuf sur le Toit aufzutreten, wo er Garland Wilson ablöste. 1957/58 spielte er bei Wally Fawkes; 1959 arbeitete er in Wien. In den 1960er und 1970er Jahren war er häufig auf Tourneen in Großbritannien und auf dem Kontinent unterwegs. 1960 arbeitete er mit Nat Gonella (Salute to Satchmo). Von 1961 an war er häufig als Solist oder mit Triobesetzung in Radio- und Fernsehshows zu Gast. Er starb in London an den Folgen einer Verkehrsunfalls. Felix veröffentlichte einige LPs unter eigenem Namen bei den Label Britisch Columbia, Nixa und Upright und wirkte an Aufnahmen von Randell, Wild Bill Davison und Bruce Turner mit.

## Diskographische Hinweise
- Lennie Felix & Dick Wellstood (1966/1974)

## Lexikalische Einträge
- Richard Cook Jazz Encyclopedia, Penguin 2005, ISBN 0-14-100646-3
- Richard Cook, Brian Morton: The Penguin Guide to Jazz Recordings. 8. Auflage. Penguin, London 2006, ISBN 0-14-102327-9.
- Leonard Feather, Ira Gitler: The Biographical Encyclopedia of Jazz. Oxford University Press, New York 1999, ISBN 0-19-532000-X.

| Personendaten    | Personendaten                        |
| ---------------- | ------------------------------------ |
| NAME             | Felix, Lennie                        |
| ALTERNATIVNAMEN  | Felix, Leonard Jacobus (Geburtsname) |
| KURZBESCHREIBUNG | britischer Jazzpianist               |
| GEBURTSDATUM     | 16. August 1920                      |
| GEBURTSORT       | London                               |
| STERBEDATUM      | 29. Dezember 1981                    |
| STERBEORT        | London                               |